# Sharafat (Zeitschrift)
Die Monatszeitschrift Sharafat (persisch شرافت, DMG Šarāfat, ‚Ehre‘) erschien von 1896 bis 1903 in Teheran. Unter der Leitung von Mohammad Bagher Khan, einem Minister im Kabinett von Mozaffar-ed-Din Shah, wurde ein Jahrgang mit insgesamt 66 Ausgaben herausgegeben. Wie auch Sharaf, als dessen Nachfolger Sharafat galt, wurde dieses Magazin insbesondere für seine zahlreichen und aufwändigen Illustrationen und Fotografien bekannt. Die Zeitschrift führte die Tradition der Sharaf fort, sich auf Porträts und Biographien bekannter iranischer und ausländischer Notabler, Politiker sowie Künstler der damaligen Zeit zu spezialisieren, die durch zahlreiche und aufwändige Illustrationen und Fotografien ergänzt wurden. Sharafat veränderte und revolutionierte mit der Veröffentlichung ihrer künstlerischen Werke die Kunst und Malerei der damaligen Zeit.